# Guanzi
För andra betydelser, se Guanzi (olika betydelser).

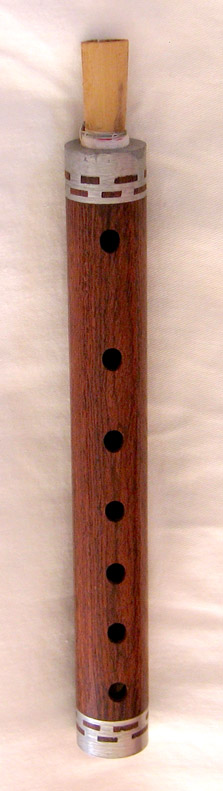
Guanzi

Guanzi (kinesiska: 管子, pinyin: guǎnzi, ordagrant "rör" eller "tub") eller bara guan är ett traditionellt kinesiskt blåsinstrument med dubbla rörblad. Den korta kroppen är gjord av hårt träslag och har en cylindrisk borrning. Tonen påminner närmast om en klarinett. Instrumentet har i Kinas historia haft en framskjuten position inom hov- och ritualmusik men är idag mer ovanligt och anses svårbemästrat.
Det kinesiska instrumentet har i Korea och Japan utvecklats till instrumenten piri respektive hichiriki, och i Sydkina (Guangdong) till houguan.